# Christina Utterström
Christina Utterström, född 1843, död 1920, känd som ”Dövstum-Stina”, var en svensk konsthantverkare. Hon var bosatt och verksam i Utterträsk. Hon snidade stämplar i trä och utförde sedan tygtryck på textilier. 33 av hennes stämplar förvaras på hembygdsmuseet i Gamla Prästgården i Arvidsjaur. 